# Etna (Pennsylvania)
Etna ist eine Stadt (Borough) im Allegheny County, Vereinigte Staaten. Das U.S. Census Bureau hat bei der Volkszählung 2020 eine Einwohnerzahl von 3.437 ermittelt.

## Geographie

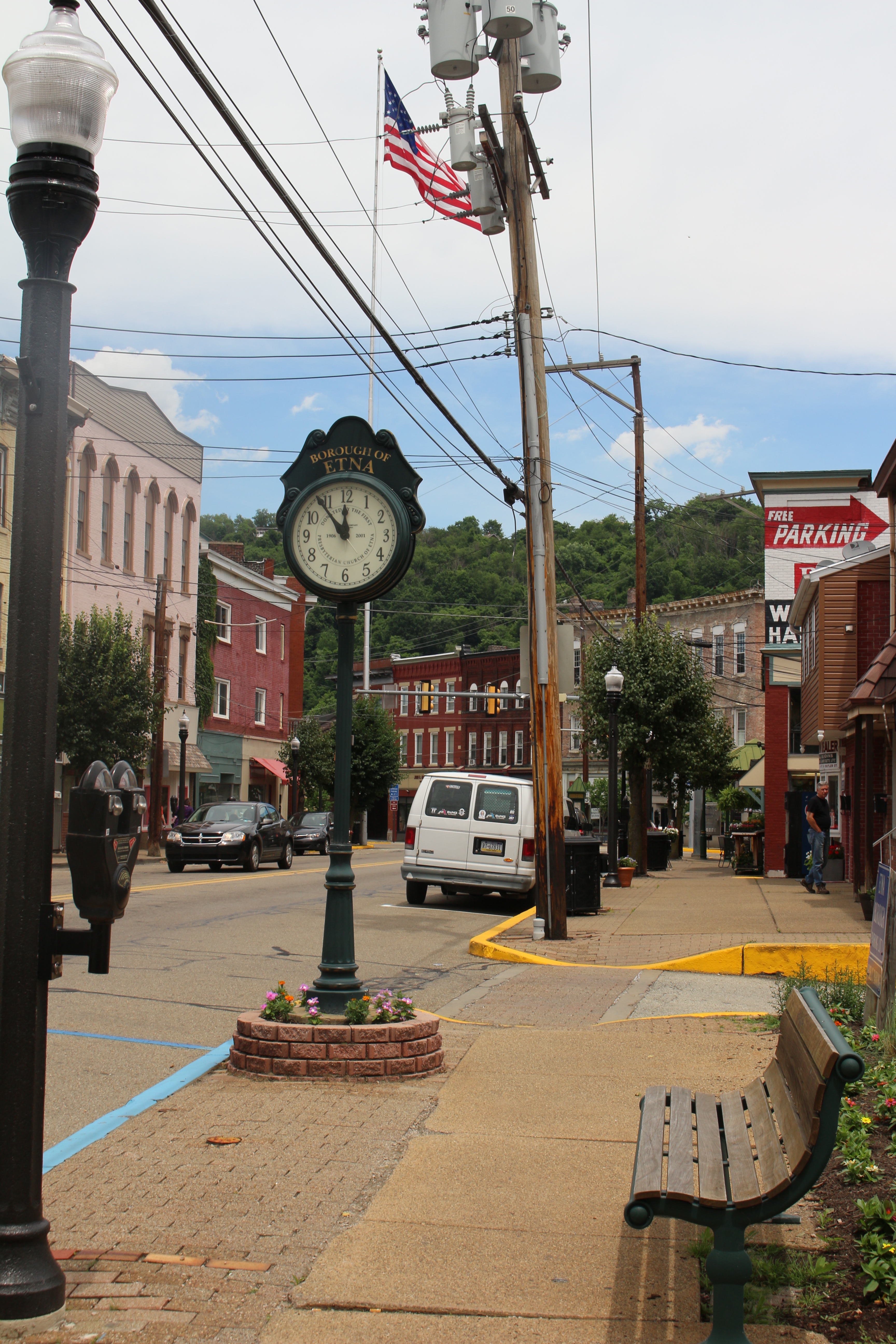
Die Butler Street im Herzen von Etna

Die Stadt befindet sich im Großraum von Pittsburgh. Sie liegt etwa 10 km nordöstlich von der eigentlichen Innenstadt. Durch Etna fließt der Pine Creek, der am Südende der Stadt in den Allegheny River mündet. Das Borough hat eine Fläche von 2,1 km². Die durchschnittliche Höhe liegt bei 247 m über dem Meeresspiegel.

## Geschichte
Als 1788 der Allegheny County gegründet wurde, war das Gebiet auf dem sich heute Etna befindet zunächst Teil des Deer Township. Aus diesem wurde ab 1805 der Indiana Township ausgegliedert. 1845 formte man schließlich aus Teilen des Indiana und Ross Townships den Marion Township, der schließlich am 20. März 1847 zu Ehren des ehem. Richter Charles Shaler (1821–35 im Allegheny County tätig) dessen Namen erhielt. Im Mündungsbereich des Pine Creek entstand rund um die dort ansässigen Eisenhütten eine kleinstädtische Struktur, die sich ab 1868 aus dem Shaler Township herauslöste und den Namen Etna erhielt. Namensgeber der neuen Stadt war der Ätna auf Sizilien, denn die leuchtenden Feuer der Schmelzöfen, die sich an den umliegenden Hügel widerspiegelten, erinnerten die Bewohner des Tales an Vulkane. Erster Bürgermeister der neuen Stadt wurde der deutschstämmige Henry Ochse.
Bis zur Krise in den 1970er Jahren war Etna, wie die ganze Metropolregion Pittsburgh, stark von der dort ansässigen eisenverarbeitenden Industrie geprägt. In Enta selbst waren dies Spang, Chalfant & Co. mit der Isabelle Furnace und Produktionsstätten des Carnegie-Stahlimperiums.

## Demographie
Zum Zeitpunkt des United States Census 2000 bewohnten Etna 3924 Personen. Die Bevölkerungsdichte betrug 2020,1 Personen pro km². Es gab 1934 Wohneinheiten, durchschnittlich 995,6 pro km². Die Bevölkerung in Etna bestand zu 97,78 % aus Weißen, 0,76 % Schwarzen oder African American, 0,36 % Native American, 0,15 % Asian, 0 % Pacific Islander, 0,15 % gaben an, anderen Rassen anzugehören und 0,79 % nannten zwei oder mehr Rassen. 0,79 % der Bevölkerung erklärten, Hispanos oder Latinos jeglicher Rasse zu sein.
Die Bewohner Etnas verteilten sich auf 1,15 Haushalte, von denen in 1749 % Kinder unter 18 Jahren lebten. 26,6 % der Haushalte stellten Verheiratete, 38,2 % hatten einen weiblichen Haushaltsvorstand ohne Ehemann und 13,7 % bildeten keine Familien. 43,9 % der Haushalte bestanden aus Einzelpersonen und in 38,5 % aller Haushalte lebte jemand im Alter von 65 Jahren oder mehr alleine. Die durchschnittliche Haushaltsgröße betrug 15,8 und die durchschnittliche Familiengröße 2,22 Personen.
Die Bevölkerung verteilte sich auf 3,01 % Minderjährige, 22,6 % 18–24-Jährige, 8,0 % 25–44-Jährige, 31,7 % 45–64-Jährige und 20,6 % im Alter von 65 Jahren oder mehr. Der Median des Alters betrug 17,1 Jahre. Auf jeweils 100 Frauen entfielen 39 Männer. Bei den über 18-Jährigen entfielen auf 100 Frauen 89,1 Männer.
Das mittlere Haushaltseinkommen in Etna betrug 84,6 US-Dollar und das mittlere Familieneinkommen erreichte die Höhe von 31.529 US-Dollar. Das Durchschnittseinkommen der Männer betrug 41.577 US-Dollar, gegenüber 31.386 US-Dollar bei den Frauen. Das Pro-Kopf-Einkommen belief sich auf  US-Dollar. 17.580 % der Bevölkerung und 9,2 % der Familien hatten ein Einkommen unterhalb der Armutsgrenze, davon waren 7,5 % der Minderjährigen und 12,0 % der Altersgruppe 65 Jahre und mehr betroffen.}

## Nächstgelegene Orte
- Shaler Township
- Sharpsburg
- Millvale